# Rudolf Vesper
Rudolf Vesper (Niemil, Alemania, 3 de abril de 1939) es un deportista alemán retirado especialista en lucha grecorromana donde llegó a ser campeón olímpico en México 1968.

## Carrera deportiva
En los Juegos Olímpicos de 1968 celebrados en México ganó la medalla de oro en lucha grecorromana estilo peso wélter, por delante del luchador francés Daniel Robin (plata) y del húngaro Károly Bajkó (bronce).